# Dallia delicatissima
Dallia delicatissima is een straalvinnige vissensoort uit de familie van de hondsvissen (Umbridae). De wetenschappelijke naam van de soort is voor het eerst geldig gepubliceerd in 1881 door Smitt.